# HD185330
HD185330 — хімічно пекулярна зоря спектрального класу B5, що має видиму зоряну величину в смузі V приблизно  6,5. Вона  розташована на відстані близько 1259,3 світлових років від Сонця.

## Пекулярний хімічний склад
HD185330 належить до Хімічно пекулярних зір з пониженим вмістом гелію й в її  зоряній атмосфері спостерігається нестача He у порівнянні з його вмістом в атмосфері Сонця.